# كأس البرتغال 1995–96
كأس البرتغال 1995–96 (بالبرتغالية: Taça de Portugal de 1995–96‏) هو موسم من كأس البرتغال. فاز فيه نادي بنفيكا.